# Святая Агафия
Свята́я Ага́фия (Ага́та) Панормская (Палермская, Катанская, Сицилийская; ум. 5 февраля 251) — христианская мученица III века, одна из наиболее известных и почитаемых раннехристианских святых, действительное существование коей, впрочем, сомнительно.
Агафия (Агата) родилась в знатной семье в Палермо или Катании (Сицилия), по рассказам, не поддалась соблазнам римского наместника Квинтана, заключившего её в доме веселия. Умерла в темнице после жестоких мук. Погибла в Катании на Сицилии в период гонений на христиан императора Деция.

## Исторические сведения и предание
Имя Агафии включено в канон мессы римского и амвросианского обрядов, что доказывает древность почитания святой. Имя святой Агафии упоминается в мартирологе Иеронима (лат.  Martyrologium Hieronymianum, середина V века). Святой Агафии посвящён древний гимн, приписываемый папе Дамасию. Существуют свидетельства, что папа Симмах построил в честь святой Агафии храм в пригороде Рима, в частности, он упомянут в письмах папы Григория Великого.
В VI веке было составлено житие святой Агафии. Это житие послужило источником трёх более поздних житий, которые идентичны в плане сюжетной канвы и различаются деталями.

## Почитание
Считается покровительницей Мальты, Катании и всей Сицилии. День памяти в Православной церкви под именем Агафия 5 (18) февраля, в Католической — 5 февраля. В католических храмах в этот день освящают хлеб, соль и воду, которые, по поверью, защищают жилища от огня. Кроме того, считается, что хлеб, освящённый в этот день в храме, имеет способность экзорцизма (изгнания дьявола из человека).
Кафедральный собор Катании освящён в честь святой Агафии.
Катакомбы, находящиеся на Мальте в Рабате — пригороде Мдины, называются катакомбами святой Агафии, так как, по местному преданию, святая некоторое время находилась на Мальте, скрываясь от преследователей.
Иконографические символы святой Агафии — пальмовая ветвь, зажжённый факел. Изображение св. Агаты часто встречается в искусстве ренессанса и барокко.
Орден Святой Агаты — награда республики Сан-Марино.

## Молитвы к святой Агафии
Тропарь/молитва Агафие Палермской:
Агница Твоя, Иисусе, Агафия, зовет великим гласом: Тебе, Женише мой, люблю, и Тебе ищущи страдальчествую, и сраспинаюсь и спогребаюся Крещению Твоему, и стражду Тебе ради, яко да царствую в Тебе, и умираю за Тя, да и живу с Тобою, но яко жертву непорочную приими мя, с любовью пожершутся Тебе. Тоя молитвами, яко Милостлив, спаси души наша.
Кондак Агафии Палермской:
Да украсится днесь Церковь порфирою славную, омоченую от чистых кровей Агафии мученицы: радуйся, вопиющи, Катанская похвало.